# Manipura (chakra)

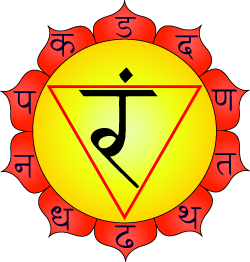
Het Derde Chakra, voorgesteld met tien bloembladen met de letters uit het Sanskriet dda, ddha, nna, ta, tha, da, dha, na, pa, pha, en ka. De zaadlettergreep in het midden is ram. De tattva (heilige waarheid) is het element vuur is gesymboliseerd met de rode driehoek.

Manipura (मणिपूर) is Sanskriet voor stad van juwelen (mani, juweel; pura, stad) en is het derde chakra volgens de tradities binnen het hindoeïsme en yoga, waarbinnen chakra's lichamelijke, emotionele en spirituele componenten vallen.
Manipura bevindt zich ter hoogte van de navel (nabhicakra, zonnevlecht, navelplexus) en in yoga is dit chakra de belangrijkste plek voor het opslaan van energie.

## Betekenis

### Lichamelijk
Het Derde Chakra wordt geassocieerd met de alvleesklier, maag, galblaas, lever, milt, dunne darm, buikholte en vegetatief zenuwstelsel. Binnen dit kader zou dit chakra de spijsvertering regelen, middels samana- en apana-prana en een grote invloed hebben op de werking van het onderlichaam, de maag, lever en milt.

### Emotioneel
Een goed ontwikkeld Manipura-chakra zou op emotioneel vlak de vorming van een sterk ik-gevoel stimuleren, wat nodig is om zelfverzekerd en doelgericht door het leven te gaan. Een te sterk geladen chakra zou echter leiden tot machtswellust, jaloezie en overdreven ambities. Een gebrek aan energie daarentegen wordt echter geassocieerd met meer onzekerheid, ongerichtheid en zelfmedelijden.

## Spiritueel
'Door te mediteren op de navelschijf, verkrijgt men kennis omtrent het hele lichaam' (Yoga soetra's, III-29, Patanjali Maharshi.

### Symbolisch
Manipura wordt geassocieerd met de volgende symbolen:
- Goden: Vahni, Rudra, Lakini
- Element: vuur
- Dier: ram
- Lichaamsdelen: spijsvertering, ogen en voeten.
- Planeet: Mars

## Alternatieve namen
- Tantra's: Dashachchada, Dashadala Padma, Dashapatra, Dashapatrambuja, Manipura, Manipuraka, Nabhipadma, Nabhipankaja
- Veda's (latere Upanishads): Manipura, Manipuraka, Nabhi Chakra
- Purana's: Manipura, Nabhi Chakra